# Врх Летованићки
Врх Летованићки је насељено место у општини Лекеник, у Туропољу, Хрватска, до нове територијалне организације у саставу бивше велике општине Сисак.

## Становништво
| Националност       | 1991.       |
| Хрвати             | 98 (83,05%) |
| Срби               | 7 (5,93%)   |
| Југословени        | 7 (5,93%)   |
| остали и непознато | 6 (5,08%)   |
| Укупно             | 118         |